# Macrogynoplax neblina
Macrogynoplax neblina és una espècie d'insecte plecòpter pertanyent a la família dels pèrlids.

## Descripció
- L'àpex del penis del mascle s'estreny gradualment i no presenta expansions laterals.[5]

## Distribució geogràfica
Es troba a Sud-amèrica: Veneçuela.